# REWE Group
REWE Group je nadnárodní obchodní skupina provozující síť maloobchodních supermarketů. Sídlí v Německu (Kolín nad Rýnem) a byla založena v roce 1927. Působí ve 14 zemích EU. V roce 2011 byl její roční obrat 48 mld. € a zaměstnávala 323 tisíc zaměstnanců. Její CEO je Alain Caparros.

## Divize

### Obchod
- REWE – síť 3 tisíc supermarketů v Německu
- Billa – síť více než tisícovky supermarketů v Rakousku a 400 v 9 dalších státech EU
- extra – síť 300 supermarketů v Německu (nyní zaniklá)
- Penny Market – síť 3000 diskontních obchodů v Německu, Rakousku, Itálii, Rumunsku, Maďarsku a v Česku
- Penny Market XXL – síť hypermarketů v Rumunsku
- Fegro/Selgros – síť obchodů „cash and carry“ v Německu, Rumunsku, Rusku a Polsku. Joint venture s Otto Group.
- nahkauf – smíšené zboží provozované v Německu
- toom Market – síť hypermarketů v Německu
- ProMarkt – síť 50 obchodů se spotřební elektronikou v Německu
- toom BauMarkt – síť 250 obchodů pro kutily a domácnost v Německu
- MERKUR – síť 100 supermarketů v Rakousku
- Standa – síť 158 supermarketů v Itálii
- BIPA – síť 560 drogerií v Rakousku
- REWE GVS – velkoobchodní smíšené zboží v Německu
- Kaufpark – síť 120 supermarketů v německém Severním Porýní-Vestfálsku
- Furr's Grocery Stores – již zaniklá síť supermarketů v Texasu a Novém Mexiku, USA, kterou REWE vlastnilo mezi lety 1979 až 1990.

### Turismus
- REWE Touristik: ITS, Jahn Reisen, Tjaereborg a clevertours.com
- Deutsches Reisebüro: Dertour, Meier’s Weltreisen, ADAC Reisen[4] a CK Fischer[5][6]

## Země, kde REWE podniká
Skupina REWE v roce 2021 provozovala celkem 15 554 obchodů a cestovních kanceláří v 21 evropských zemích, z toho 10 492 v Německu, které je největším trhem. Celkový počet zaměstnanců byl 379 007, z toho 280 232 v Německu. Ve stejném roce bylo přibližně 30 % celkových výnosů ve výši 76,5 mld. € vytvořeno mimo Německo.
| Stát         | Počet obchodů | Tržby (v milionech €) |
| ------------ | ------------- | --------------------- |
| Německo      | 8939          | 31 220                |
| Rakousko     | 1901          | 4618                  |
| Itálie       | 337           | 1736                  |
| Česko (2018) | 387           | 1450                  |
| Francie      | –             | 1140                  |
| Rumunsko     | 65            | 1050                  |
| Švýcarsko    | 22            | 904                   |
| Polsko       | 33            | 679                   |
| Maďarsko     | 158           | 443                   |
| Slovensko    | 117           | 274                   |
| Chorvatsko   | 50            | 215                   |
| Bulharsko    | 22            | 138                   |
| Rusko        | 69            | ?                     |
| Ukrajina     | 21            | 68                    |

### Působení v Česku
V Česku REWE Group provozuje síť obchodů Billa a Penny Market. V roce 2019 obchodním řetězcům Billa a Penny Market ze skupiny Rewe udělil ÚOHS rekordní pokuty 164 milionů Kč od za zneužití významné tržní síly.